# EuroBasket de 1975
O EuroBasket 1975 também conhecido por FIBA Campeonato Europeu de 1975 foi a décima nona edição do torneio continental organizado pela FIBA Europa e que teve como sedes as cidades Split, Karlovac, Rijeka e Belgrado.
A Jugoslávia conquistou seu segundo título do EuroBasket e também contou com MVP da competição, Krešimir Ćosić que foi nomeado melhor jogador da competição pela segunda vez.